# Oscar 1935
A 7ª cerimônia de entrega dos Academy Awards (ou Oscars 1935), apresentada pela Academia de Artes e Ciências Cinematográficas, premiou os melhores atores, técnicos e filmes de 1934 no dia 27 de fevereiro de 1935, em Los Angeles e teve  como mestre de cerimônias Irvin S. Cobb.
As categorias de Melhor Montagem, Melhor Trilha Sonora e Melhor Canção Original foram introduzidas pela primeira vez este ano. Também para essa edição foi criado o Oscar honorário Academy Juvenile Award – o Oscar Juvenil, com a pequena Shirley Temple de seis anos sendo a primeira a receber esse prêmio.
O drama It Happened One Night foi premiado na categoria mais importante: melhor filme.

## Indicados e vencedores
| Melhor Filme - - It Happened One Night – Frank Capra e Harry Cohn para a Columbia - The Barretts of Wimpole Street – Irving Thalberg para a Metro-Goldwyn-Mayer - Cleopatra – Cecil B. DeMille para a Paramount - Flirtation Walk – Jack Warner, Hal B. Wallis, e Robert Lord para a First National - The Gay Divorcee – Pandro S. Berman para a RKO Pictures - Here Comes the Navy – Lou Edelman para a Warner Bros. - The House of Rothschild – Darryl F. Zanuck, William Goetz, e Raymond Griffith para a 20th Century - Imitation of Life – John M. Stahl para a Universal - One Night of Love – Harry Cohn e Everett Riskin para a Columbia - The Thin Man – Hunt Stromberg para a Metro-Goldwyn-Mayer - Viva Villa! – David O. Selznick para a Metro-Goldwyn-Mayer - The White Parade – Jesse L. Lasky para a Fox Film Co. | Melhor Diretor - Frank Capra – It Happened One Night - Victor Schertzinger – One Night of Love - W. S. Van Dyke – The Thin Man |
| Melhor Ator/Actor (Principal) - Clark Gable – It Happened One Night - Frank Morgan – The Affairs of Cellini - William Powell – The Thin Man | Melhor Atriz/Actriz (Principal) - Claudette Colbert – It Happened One Night - Bette Davis – Of Human Bondage - Grace Moore – One Night of Love - Norma Shearer – The Barretts of Wimpole Street |
| Melhor História Original - Manhattan Melodrama – Arthur Caesar - Hide-Out – Mauri Grashin - The Richest Girl in the World – Norman Krasna | Melhor Roteiro/Argumento - It Happened One Night – Robert Riskin por Night Bus de Samuel Hopkins Adams - The Thin Man – Frances Goodrich e Albert Hackett por The Thin Man (livro) de Dashiell Hammett - Viva Villa! – Ben Hecht por Viva Villa! (livro) de Edgecumb Pinchon e O. B. Stade                                          |
| Melhor Curta-metragem – Comédia - La Cucaracha – Kenneth Macgowan e Pioneer Pictures - Men in Black – Jules White - What, No Men! – Warner Bros. | Melhor Curta-metragem – Inovação - City of Wax – Horace Woodard e Stacy Woodard - Bosom Friends – Skibo Productions - Strikes and Spares – Pete Smith |
| Melhor Trilha Sonora/Banda Sonora - One Night of Love – Columbia Studio Music Department - The Gay Divorcee – RKO Radio Studio Music Department - The Lost Patrol – RKO Radio Studio Music Department | Melhor Canção original - "The Continental" de The Gay Divorcee – Música de Con Conrad; Letra de Herb Magidson - "Carioca" de Flying Down to Rio – Música de Vincent Youmans; Letra de Edward Eliscu e Gus Kahn - "Love in Bloom" de She Loves Me Not – Música de Ralph Rainger; Letra de Leo Robin                                  |
| Melhor Diretor Assistente - John S. Waters – Viva Villa! - Cullen Tate – Cleopatra - Scott Beal – Imitation of Life | Melhor Mixagem/mistura de Som - One Night of Love – John P. Livadary - The Affairs of Cellini – Thomas T. Moulton - Cleopatra – Franklin Hansen - Flirtation Walk – Nathan Levinson - The Gay Divorcee – Carl Dreher - Imitation of Life – Theodore Soderberg - Viva Villa! – Douglas Shearer - The White Parade – Edmund H. Hansen |
| Melhor Direção de Arte - The Merry Widow – Cedric Gibbons e Fredric Hope - The Affairs of Cellini – Richard Day - The Gay Divorcee – Van Nest Polglase and Carroll Clark | Melhor Cinematografia/Fotografia - Cleopatra – Victor Milner - The Affairs of Cellini – Charles Rosher - Operator 13 – George J. Folsey |
| Melhor Edição/Montagem - Eskimo – Conrad A. Nervig - Cleopatra – Anne Bauchens - One Night of Love – Gene Milford | Melhor Animação em Curta-metragem - The Tortoise and the Hare – Walt Disney - Holiday Land – Screen Gems - Jolly Little Elves – Walter Lantz |

### Prêmio Especial
- A Shirley Temple, em agradecimento pela sua notável contribuição para o entretenimento cinematográfico durante o ano de 1934.[2]

### Múltiplas indicações
- 6 indicações: One Night of Love
- 5 indicações: Cleopatra, The Gay Divorcee e It Happened One Night
- 4 indicações: The Affairs of Cellini, The Thin Man e Viva Villa!
- 3 indicações: Imitation of Life
- 2 indicações: The Barretts of Wimpole Street, Flirtation Walk e The White Parade